# Tipula melanonotalis
Tipula melanonotalis är en tvåvingeart som beskrevs av Alexander 1954. Tipula melanonotalis ingår i släktet Tipula och familjen storharkrankar. Inga underarter finns listade i Catalogue of Life.